# Матчи сборной СССР по хоккею с шайбой (1965—1969)

## 1965
| №156 13.02.65. | Вайсвассер. СССР — ГДР — 6:3 (1:2, 2:1, 3:0)           | Товарищеский матч                      |
| СССР: Коноваленко; Кузькин — Брежнев, Петухов — Жидков; Локтев — Альметов (1) — Ю. Волков, Ионов — Старшинов (2) — Б. Майоров (1), Л. Волков (1) — В. Якушев — Фирсов (1)                                                     |                                                        |                                        |
| №157 14.02.65. | Дрезден. СССР — ГДР — 7:3 (1:2, 4:0, 2:1)              | Товарищеский матч                      |
| СССР: Толмачев; Рагулин (2) — Иванов, Петухов — Жидков; Локтев (1) — Альметов (1) — Александров, Ионов — Старшинов (1) — Б. Майоров (1), Л. Волков — В. Якушев (1) — Фирсов.                                                  |                                                        |                                        |
| №158 18.02.65. | Дортмунд. СССР — ФРГ — 13:0 (4:0, 3:0, 6:0)            | Товарищеский матч                      |
| СССР: Коноваленко; Рагулин — Кузькин (1), Иванов (1) — Брежнев (1); Локтев (2) — Альметов — Александров (3), Ионов — Старшинов — Б. Майоров (3), Л. Волков — В. Якушев — Фирсов (2), Ю. Волков.                               |                                                        |                                        |
| №159 20.02.65. | Фюссен. СССР — ФРГ — 12:3 (2:1, 3:1, 7:1)              | Товарищеский матч                      |
| СССР: Толмачев; Рагулин — Кузькин, Иванов — Брежнев; Локтев (2) — Альметов (1) — Александров (1), Ионов (1) — Старшинов (3) — Б. Майоров (1), Л. Волков — В. Якушев (1) — Фирсов, Ю. Волков (2).                              |                                                        |                                        |
| №160 21.02.65. | Гармиш-Партенкирхен. СССР — ФРГ — 12:0 (1:0, 5:0, 6:0) | Товарищеский матч                      |
| СССР: Коноваленко; Рагулин (1) — Иванов, Петухов (1) — Жидков; Локтев — Альметов (4) — Александров, Ионов (1) — Старшинов (1) — Б. Майоров (2), Л. Волков (1) — В. Якушев- — Фирсов (1), Ю. Волков.                           |                                                        |                                        |
| №161 26.02.65. | Москва. СССР — Канада — 5:1 (2:1, 1:0, 2:0)            | Товарищеский матч                      |
| СССР: Ан. Рагулин (Зингер, 31); О. Зайцев — Давыдов, Брежнев (1) — Жидков, Кузькин — В. Блинов, Ромишевский; Л. Волков — В. Якушев (1) — Ю. Волков, Стриганов — Мишаков (2) — Моисеев, Савин — А. Якушев (1) — Ярославцев.    |                                                        |                                        |
| №161 8.02.65. | Москва. СССР — Канада — 3:3 (2 1, 1:1, 0 1)            | Товарищеский матч                      |
| СССР: Зингер; О. Зайцев — Никитин, Дроздов — Жидков, Кузьмин — В. Блинов, Ромишевский (1); Стриганов (1) — Мишаков — Моисеев, Е. Майоров (1) — Чичурин — Сенюшкин, Савин — А. Якушев — Ярославцев.                            |                                                        |                                        |
| №163 04.03.65. | Тампере. СССР — Финляндия — 8:4 (3:0, 1:2, 4:2)        | Чемпионат мира по хоккею с шайбой 1965 |
| СССР: Коноваленко; Рагулин — Иванов (1), Кузькин — Давыдов, Брежнев; Локтев — Альметов (1) — Александров (1), Ионов (1) — Старшинов — Б. Майоров (1), Л. Волков (1) — В. Якушев (2) — Фирсов.                                 |                                                        |                                        |
| №164 05.03.65. | Тампере. СССР — Норвегия — 14:2 (5:0, 4:1, 5:1)        | Чемпионат мира по хоккею с шайбой 1965 |
| СССР: Зингер; Рагулин — Иванов, Кузькин — Давыдов, Брежнев; Локтев (2) — Альметов (3) — Александров, Ионов (1) — Старшинов (3) — Б. Майоров (2), Л. Волков (1) — В. Якушев (1) — Ю. Волков (1).                               |                                                        |                                        |
| №165 07.03.65. | Тампере. СССР — ГДР — 8:0 (4:0, 1:0, 3:0)              | Чемпионат мира по хоккею с шайбой 1965 |
| СССР: Коноваленко; Рагулин — Иванов (1), Кузькин — Давыдов, Брежнев; Локтев (1) — Альметов (1) — Александров, Ионов — Старшинов (1) — Б. Майоров, Л. Волков (1) — В. Якушев — Фирсов (3).                                     |                                                        |                                        |
| №166 10.03.65. | Тампере. СССР — Швеция — 5:3 (0:2, 2:0, 3:1)           | Чемпионат мира по хоккею с шайбой 1965 |
| СССР: Коноваленко; Рагулин — Иванов, Кузькин — Давыдов, Брежнев; Локтев — Альметов (1) — Александров (1), Ионов (1) — Старшинов (1) — Б. Майоров, Л. Волков — В. Якушев — Фирсов (1).                                         |                                                        |                                        |
| №167 11.03.65. | Тампере. СССР — США — 9:2 (2:0, 5:0, 2:2)              | Чемпионат мира по хоккею с шайбой 1965 |
| СССР: Коноваленко; Рагулин — Иванов, Кузькин (1) — Давыдов, Брежнев; Локтев (3) — Альметов (1) — Александров (1), Ионов — Старшинов — Б. Майоров (1), Ю. Волков — В. Якушев (1) — Фирсов (1).                                 |                                                        |                                        |
| №168 13.03.65. | Тампере. СССР — ЧССР — 3:1 (2:0, 0:0, 1:1)             | Чемпионат мира по хоккею с шайбой 1965 |
| СССР: Коноваленко; Рагулин — Иванов, Кузькин (1) — Давыдов, Брежнев; Локтев — Альметов — Александров, Ионов — Старшинов (1) — Б. Майоров, Л. Волков (1) — В. Якушев — Фирсов.                                                 |                                                        |                                        |
| №169 14.03.65. | Тампере. СССР — Канада — 4:1 (0:0, 2:1, 2:0)           | Чемпионат мира по хоккею с шайбой 1965 |
| СССР: Зингер; Рагулин — Иванов, Кузькин — Брежнев; Локтев (1) — Альметов — Александров (1), Ионов (1) — Старшинов — Б. Майоров (1), Ю. Волков — В. Якушев — Фирсов, Л. Волков.                                                |                                                        |                                        |
| №170 24.11.65. | Прага. СССР — ЧССР — 2:3 (0:0, 1:2, 1:1)               | Товарищеский матч                      |
| СССР: Зингер; Ромишевский — О. Зайцев, Кузькин — Давыдов, Жидков — Брежнев; Ионов — Мишаков — Моисеев (1), Стриганов — Юрзинов (1) — В. Якушев, Сакеев — Мотовилов — Шилов.                                                   |                                                        |                                        |
| №171 26.11.65. | Прага. СССР — ЧССР — 2:4 (0:2, 2:1, 0:1)               | Товарищеский матч                      |
| СССР: Пашков; Ромишевский — О. Зайцев, Кузькин — Давыдов, Жидков — Брежнев (1); Ионов — Мишаков — Моисеев, Стриганов — Юрзинов — В. Якушев (1), Зимин — А. Якушев — Ярославцев.                                               |                                                        |                                        |
| №172 05.12.65. | Стокгольм. СССР — Швеция — 3:2 (3:0, 0:2, 0:0)         | Товарищеский матч                      |
| СССР: Коноваленко; Кузькин — Давыдов, Рагулин — Брежнев, О. Зайцев — Ромишевский; Локтев (2) — Альметов — Александров, Ионов — Старшинов — Б. Майоров, Викулов — Полупанов — Фирсов (1).                                      |                                                        |                                        |
| №173 07.12.65. | Вестерос. СССР — Швеция — 7:1 (1:1, 5:0, 1:0)          | Товарищеский матч                      |
| СССР: Зингер; Кузькин — Давыдов, Рагулин (1) — Брежнев, О. Зайцев — Ромишевский (1); Локтев (2) — Альметов (2) — Александров, Ионов — Старшинов — Б. Майоров (1), Стриганов — Юрзинов — В. Якушев.                            |                                                        |                                        |
| №174 10.12.65. | Лондон (Канада). СССР — Канада — 4:0 (0:0, 3:0, 1:0)   | Товарищеский матч                      |
| СССР: Коноваленко; Кузькин — Давыдов (1), Рагулин — Брежнев (1), О. Зайцев — Ромишевский; Ионов — Старшинов (1) — Б. Майоров, Викулов — Полупанов (1) — Фирсов, Стриганов — Юрзинов — В. Якушев.                              |                                                        |                                        |
| №175 12.12.65. | Квебек-Сити. СССР — Канада — 8:6 (1:1, 4:3, 3:2)       | Товарищеский матч                      |
| СССР: Зингер; Кузькин — Давыдов, Рагулин — Брежнев (1), О. Зайцев (1) — Ромишевский; Локтев (1) — Альметов (1) — Александров (1), Викулов — Полупанов — Фирсов (1), Стриганов (1) — Юрзинов (1) — В. Якушев.                  |                                                        |                                        |
| №176 17.12.65. | Виннипег. СССР — Канада — 6:2 (3:2, 3:0, 0:0)          | Товарищеский матч                      |
| СССР: Коноваленко (Зингер, 41); Кузькин — Давыдов, Рагулин — Брежнев (1), О. Зайцев — Ромишевский; Викулов (1) — Полупанов (1) — Фирсов, Александров — Старшинов (3) — Б. Майоров, Стриганов — Юрзинов — В. Якушев, Альметов. |                                                        |                                        |
| №177 20.12.65. | Виктория. СССР — Канада — 1:6 (0:0, 0:3, 1:3)          | Товарищеский матч                      |
| СССР: Коноваленко; Кузькин — Давыдов, Рагулин — Брежнев, О. Зайцев — Ромишевский; Викулов — Полупанов — Фирсов, Александров — Старшинов — Б. Майоров, Стриганов — Юрзинов — В. Якушев (1).                                    |                                                        |                                        |
| №178 23.12.65. | Виннипег. СССР — Канада — 4:1 (3:0, 1:0, 0:1)          | Товарищеский матч                      |
| СССР: Коноваленко: Рагулин — Брежнев, О. Зайцев — Ромишевский (1), Кузькин; Ионов — Старшинов — Б. Майоров, Викулов — Полупанов (1) — Фирсов, Стриганов (1) — Юрзинов (1) — В. Якушев, Альметов.                              |                                                        |                                        |
| №179 27.12.65. | Колорадо-Спрингс. СССР — Швеция — 4:3 (1:1, 2:1, 1:1)  | Мемориал Брауна                        |
| СССР: Зингер; Брежнев — Кузькин (1), О. Зайцев — Ромишевский, Рагулин; Локтев — Альметов — Александров (1), Стриганов (1) — Юрзинов (1) — В. Якушев, Викулов — Полупанов — Фирсов.                                            |                                                        |                                        |
| №180 28.12.65. | Колорадо-Спрингс. СССР — Канада — 6:2 (1:0, 3:1, 2:1)  | Мемориал Брауна                        |
| СССР: Коноваленко; Брежнев — Кузькин, О. Зайцев — Ромишевский, Рагулин; Локтев — Альметов (2) — Александров (1), В. Якушев (1)- Старшинов (1) — Б. Майоров, Ионов — Стриганов — Юрзинов (1).                                  |                                                        |                                        |
| №181 30.12.65. | Колорадо-Спрингс. СССР — ЧССР — 3:0 (0:0, 1:0, 2:0)    | Мемориал Брауна                        |
| СССР: Коноваленко; Брежнев (1) — Кузькин, О. Зайцев — Ромишевский, Рагулин; Локтев — Альметов — Александров, В. Якушев — Старшинов (1) — Б. Майоров, Ионов Полупанов — Фирсов (1) — Викулов.                                  |                                                        |                                        |

## 1966
| №182 18.02.66. | Москва. СССР — ФРГ — 4:0 (0:0, 3:0, 1:0)           | Товарищеский матч                      |
| СССР: Коноваленко (Зингер, 31); О. Зайцев — Ромишевский, Рагулин — Брежнев (2), Кузькин — Давыдов; Ионов — Старшинов (1) — Б. Майоров, Викулов — Полупанов — Фирсов, Стриганов — Юрзинов — В. Якушев (1).               |                                                    |                                        |
| №183 03.03.66. | Любляна. СССР — Польша — 8:1 (4:0, 1:1, 3:0)       | Чемпионат мира по хоккею с шайбой 1966 |
| СССР: Коноваленко; Рагулин (1) — Брежнев, Кузькин — Давыдов, О. Зайцев; Локтев — Альметов — Александров (2), В. Якушев — Старшинов (3) — Б. Майоров (1), Викулов — Полупанов — Фирсов (1).                              |                                                    |                                        |
| №184 05.03.66. | Любляна. СССР — США — 11:0 (2:0, 6:0, 3:0)         | Чемпионат мира по хоккею с шайбой 1966 |
| СССР: Коноваленко (Зингер, 41); Рагулин (2) — Брежнев, Кузькин — Давыдов, О. Зайцев; Локтев (1) — Альметов (1) — Александров (1), В. Якушев (1) — Старшинов (1) — Б. Майоров (1), Викулов (2) — Полупанов (1) — Фирсов. |                                                    |                                        |
| №185 06.03.66. | Любляна. СССР — ГДР — 10:0 (1:0, 4:0, 5:0)         | Чемпионат мира по хоккею с шайбой 1966 |
| СССР: Зингер; Рагулин — Брежнев, Кузькин — Давыдов, О. Зайцев (2); Локтев (2) — Альметов (2) — Александров (1), В. Якушев — Старшинов (1) -Б. Майоров (1), Викулов (1) — Полупанов — Ионов.                             |                                                    |                                        |
| №186 08.03.66. | Любляна. СССР — Финляндия — 13:2 (5:1, 4:1, 4:0)   | Чемпионат мира по хоккею с шайбой 1966 |
| СССР: Коноваленко; Рагулин (1) — Давыдов, Кузькин (1) — Брежнев (3), О. Зайцев; Локтев (1) — Альметов (1) — Александров (3), В. Якушев (1) — Старшинов (2) — Б. Майоров, Викулов — Полупанов — Фирсов.                  |                                                    |                                        |
| №187 10.03.66. | Любляна. СССР — Швеция — 3:3 (0:0, 2:2, 1:1)       | Чемпионат мира по хоккею с шайбой 1966 |
| СССР: Коноваленко; Рагулин — Брежнев, Кузькин — Давыдов, О. Зайцев; Локтев — Альметов — Александров (1), В. Якушев — Старшинов (1) -Б. Майоров, Викулов — Полупанов — Фирсов (1).                                       |                                                    |                                        |
| №188 11.03.66. | Любляна. СССР — Канада — 3:0 (1:0, 0:0, 2:0)       | Чемпионат мира по хоккею с шайбой 1966 |
| СССР: Коноваленко; Рагулин — Брежнев, Кузькин — Давыдов, О. Зайцев (1) Локтев — Альметов — Александров (1), В. Якушев — Старшинов — Б. Майоров, Викулов (1) — Полупанов — Фирсов.                                       |                                                    |                                        |
| №189 13.03.66. | Любляна. СССР — ЧССР — 7:1 (4:0, 2:1, 1:0)         | Чемпионат мира по хоккею с шайбой 1966 |
| СССР: Коноваленко; Кузькин — Давыдов, Рагулин — Брежнев (1), О. Зайцев; Локтев (1) — Альметов (1) — Александров, В. Якушев — Старшинов (3) — Б. Майоров, Викулов — Полупанов — Фирсов (1).                              |                                                    |                                        |
| №190 27.11.66. | Москва. СССР — ЧССР — 6:4 (1:0, 3:3, 2:1)          | Товарищеский матч                      |
| СССР: Зингер; Ромишевский (1) — Давыдов, Жидков — О. Зайцев, Рагулин — Иванов; Ионов — Альметов (1) — Александров, Зимин (1) — Старшинов (1) — Б. Майоров, Викулов — Полупанов (2) — Фирсов.                            |                                                    |                                        |
| №191 28.11.66. | Москва. СССР — ЧССР — 6:7 (2:4, 3:1, 1:2)          | Товарищеский матч                      |
| СССР: Чинов (Зингер, 21); О. Зайцев — Давыдов, Рагулин — Иванов, Жидков; Зимин (1) — Старшинов (1) — Б. Майоров (1), Викулов — Полупанов (2) — Фирсов (1), А. Якушев — В. Якушев — Ярославцев, Ионов.                   |                                                    |                                        |
| №192 30.11.66. | Москва. СССР — Швеция — 8:3 (1:0, 4:3, 3:0)        | Товарищеский матч                      |
| СССР: Зингер; О. Зайцев (1) — Ромишевский, Рагулин — Иванов, Жидков — Давыдов; Ионов — Альметов (1) — Александров (1), Викулов — Полупанов — Фирсов (2), Ярославцев (1) — В. Якушев (1) — А. Якушев (1).                |                                                    |                                        |
| №193 01.12.66. | Москва. СССР — Швеция — 2:3 (1:2, 0:1, 1:0)        | Товарищеский матч                      |
| СССР: Зингер; О. Зайцев — Ромишевский, Рагулин — Иванов, Жидков — Давыдов; Ионов (1) — Альметов — Александров, Зимин — Старшинов (1) — Б. Майоров, Ярославцев — В. Якушев — А. Якушев.                                  |                                                    |                                        |
| №194 05.12.66. | Карл-Маркс-Штадт. СССР — ГДР — 6:1 (2:1, 2:0, 2:0) | Товарищеский матч                      |
| СССР: Чинов, Рагулин (1) — Иванов, Давыдов — Ромишевский (1), Жидков; Ионов (1) — Альметов (1) — Александров (1), Викулов — Полупанов — Фирсов, Ярославцев (1) — В. Якушев — А. Якушев.                                 |                                                    |                                        |
| №195 06.12.66. | Вайсвассер. СССР — ГДР — 3:3 (2:1, 0:1: 1:1)       | Товарищеский матч                      |
| СССР: Зингер; Рагулин — Иванов, Давыдов — Ромишевский, Жидков; Ионов — Альметов — Александров, Зимин (1) — Старшинов (2) — Б. Майоров, Ярославцев — В. Якушев — А. Якушев.                                              |                                                    |                                        |
| №196 18.12.66. | Москва. СССР — Финляндия — 5:2 (1:1, 2:0, 2:1)     | Товарищеский матч                      |
| СССР: Коноваленко; В. Блинов — Ромишевский (1), Рагулин — Иванов, Брежнев — Давыдов; Александров — В. Якушев — Моисеев (1), Викулов — Полупанов — Фирсов, Стриганов (1) — Юрзинов (1) — Парамошкин (1).                 |                                                    |                                        |
| №197 20.12.66. | Москва. СССР — Финляндия — 3:1 (1:0, 1:1, 1:0)     | Товарищеский матч                      |
| СССР: Коноваленко; В. Блинов — Ромишевский (1), Рагулин — Иванов, Брежнев — Давыдов (1); Моисеев — Альметов — Александров, Зимин — Старшинов — Б. Майоров, Стриганов — Юрзинов (1) — Парамошкин.                        |                                                    |                                        |

## 1967
| №198 02.01.67. | Виннипег. СССР — США — 7:1 (3:0, 4:0, 0:1)               | Турнир Столетия                        |
| СССР: Коноваленко (Зингер, 55); Рагулин — Иванов, Давыдов (1) — Брежнев, Ромишевский — В. Блинов; Моисеев (2) — Альметов (1) — Александров (1), Викулов — Полупанов (2) — Фирсов, Стриганов — Юрзинов — Парамошкин.                                       |                                                          |                                        |
| №199 04.01.67. | Виннипег. СССР — ЧССР — 2:5 (1:3, 1:0, 0:2)              | Турнир Столетия                        |
| СССР: Коноваленко; Ромишевский — В. Блинов, Рагулин — Иванов, Давыдов; Моисеев (1) — Альметов — Александров, Зимин — Старшинов — Б. Майоров, Викулов (1) — Полупанов — Фирсов, В. Якушев.                                                                 |                                                          |                                        |
| №200 06.01.67. | Виннипег. СССР — Канада — 4:5 (2:1, 1:3, 1:1)            | Турнир Столетия                        |
| СССР: Коноваленко; Рагулин — Иванов, Ромишевский (1) — Брежнев, Давыдов — В. Блинов; В. Якушев — Старшинов — Б. Майоров, Викулов — Полупанов — Фирсов, Стриганов (1) — Юрзинов — Парамошкин (2).                                                          |                                                          |                                        |
| №201 08.01.67. | Монреаль. СССР — Канада — 3:3 (2:0, 1:1, 0:2)            | Товарищеский матч                      |
| СССР: Зингер; Рагулин — Иванов (1), Ромишевский — Брежнев, Давыдов (1) — В. Блинов; В. Якушев — Альметов (1) — Александров, Зимин — Старшинов — Б. Майоров, Стриганов — Юрзинов — Парамошкин.                                                             |                                                          |                                        |
| №202 10.01.67. | Торонто. СССР — Канада — 3:4 (1:0, 1:2, 1:2)             | Товарищеский матч                      |
| СССР: Коноваленко; Давыдов — Брежнев, Рагулин (1) — Иванов, Ромишевский — В. Блинов; В. Якушев — Альметов — Моисеев, Викулов — Полупанов (1) — Фирсов (1), Стриганов — Юрзинов — Парамошкин.                                                              |                                                          |                                        |
| №203 12.01.67. | Китченер. СССР — Канада — 5:3 (0:1, 4:2, 1:0)            | Товарищеский матч                      |
| СССР: Зингер; Рагулин — Иванов (1), Давыдов — Брежнев, Ромишевский — В. Блинов; Зимин — Старшинов (1) — Б. Майоров, Викулов — Полупанов — Фирсов (1), Стриганов (1) — Юрзинов (1) — Парамошкин, В. Якушев.                                                |                                                          |                                        |
| №204 03.03.67. | Лександ. СССР — Швеция — 8:2 (1:0, 5:1, 2:1)             | Товарищеский матч                      |
| СССР: Коноваленко; Рагулин — Иванов, Кузькин — Давыдов, О. Зайцев — Никитин; Александров — Альметов (2) — А. Якушев, Б. Майоров — Старшинов (5) — Ярославцев, Викулов — Полупанов (1) — Фирсов.                                                           |                                                          |                                        |
| №205 05.03.67. | Стокгольм. СССР — Швеция — 2:1 (1:0, 0:0, 1:1)           | Товарищеский матч                      |
| СССР: Коноваленко; Рагулин — Иванов, Кузькин — Давыдов, О. Зайцев — Никитин; Александров (1) — Юрзинов — В. Якушев, Викулов — Полупанов — Фирсов, Ярославцев — Старшинов (1) — Б. Майоров.                                                                |                                                          |                                        |
| №206 18.03.67. | Вена. СССР — Финляндия — 8:2 (2:0, 3:1, 3:1)             | Чемпионат мира по хоккею с шайбой 1967 |
| СССР: Коноваленко (Зингер, 41); О. Зайцев — Никитин, Кузькин (1) — Давыдов, Рагулин — Иванов; В. Якушев — Альметов (2) — Александров, Ярославцев (1) — Старшинов (1) — Б. Майоров, Викулов — Полупанов (1) — Фирсов (2).                                  |                                                          |                                        |
| №207 19.03.67. | Вена. СССР — США — 7:2 (3:0, 2:0, 2:2)                   | Чемпионат мира по хоккею с шайбой 1967 |
| СССР: Коноваленко; О. Зайцев — Никитин, Кузькин — Давыдов, Рагулин (2) — Иванов; В. Якушев — Альметов (1) — Александров (2), Ярославцев — Старшинов (1) — Б. Майоров, Викулов (1) — Полупанов — Фирсов.                                                   |                                                          |                                        |
| №208 21.03.67. | Вена. СССР — ГДР — 12:0 (3:0, 4:0, 5:0)                  | Чемпионат мира по хоккею с шайбой 1967 |
| СССР: Зингер; О. Зайцев — Никитин, Кузькин — Давыдов, Рагулин — Иванов; В. Якушев — Альметов (1) — Александров (1), А. Якушев (1) — Старшинов (1) — Б. Майоров (1), Викулов (1) — Полупанов (4) — Фирсов (2).                                             |                                                          |                                        |
| №209 23.03.67. | Вена. СССР — ФРГ — 16:1 (3:1, 7:0, 6:0)                  | Чемпионат мира по хоккею с шайбой 1967 |
| СССР: Коноваленко (Зингер, 41); О. Зайцев — Никитин, Кузькин (1) — Давыдов, Рагулин — Иванов; В. Якушев — Альметов (1) — Александров (4), Ярославцев — Старшинов — Б. Майоров (1), Викулов (2) — Полупанов (4) — Фирсов (3).                              |                                                          |                                        |
| №210 25.03.67. | Вена. СССР — Швеция — 9:1 (3:0, 3:1, 3:0)                | Чемпионат мира по хоккею с шайбой 1967 |
| СССР: Коноваленко; О. Зайцев — Никитин, Кузькин — Давыдов, Рагулин — Иванов; В. Якушев (1) — Альметов (3) — Александров, Ярославцев — Старшинов — Б. Майоров, Викулов (2) — Полупанов (1) — Фирсов (2).                                                   |                                                          |                                        |
| №211 27.03.67. | Вена. СССР — Канада — 2:1 (0:1, 1:0, 1:0)                | Чемпионат мира по хоккею с шайбой 1967 |
| СССР: Коноваленко; О. Зайцев — Никитин, Кузькин — Давыдов, Рагулин — Иванов; В. Якушев — Альметов — Александров, Ярославцев — Старшинов (1) — Б. Майоров, Викулов — Полупанов — Фирсов (1).                                                               |                                                          |                                        |
| №212 29.03.67. | Вена. СССР — ЧССР — 4:2 (1:1, 1:0, 2:1)                  | Чемпионат мира по хоккею с шайбой 1967 |
| СССР: Коноваленко; О. Зайцев (1) — Никитин, Кузькин — Давыдов, Рагулин — Иванов; В. Якушев (1) — Альметов — Александров, А. Якушев — Старшинов — Б. Майоров, Викулов — Полупанов (1) — Фирсов (1).                                                        |                                                          |                                        |
| 03.12.67. | Москва. СССР — Канада — 7:0 (1:0, 5:0, 1:0)              | Международный хоккейный турнир 1967    |
| СССР: Зингер; Кузькин — Брежнев (1), А. Макаров — В. Блинов, Меринов — Лутченко; Зимин (1) — Старшинов (1) — Б. Майоров, Михайлов — Щурков — Григорьев (1), Викулов — Полупанов (1) — Фирсов (1), Александров (1) .                                       |                                                          |                                        |
| №213 04.12.67. | Воскресенск. СССР — Польша — 6:1 (3:0, 2:1, 1:0)         | Международный хоккейный турнир 1967    |
| СССР: Б. Зайцев; Кузькин — Брежнев, А. Макаров (1) — В. Блинов, Меринов — Лутченко; Никитин (1) — В. Якушев — Александров, Зимин — Старшинов (2) — Б. Майоров (1), Михайлов — Щурков — Григорьев (1), Фирсов.                                             |                                                          |                                        |
| №214 06.12.67. | Москва. СССР — ЧССР — 9:1 (3:1, 4:0, 2:0)                | Международный хоккейный турнир 1967    |
| СССР: Зингер; Меринов — Лутченко, А. Макаров — В. Блинов (1), Кузькин — Брежнев; Викулов (2) — Полупанов (1) — Фирсов (2), Зимин (1) — Старшинов (1) — Б. Майоров, Никитин (1) — В. Якушев — Александров, Михайлов.                                       |                                                          |                                        |
| №215 17.12.67. | Дулут. СССР — США — 5:3 (0:2, 2:0, 3:1)                  | Товарищеский матч                      |
| СССР: Коноваленко; Рагулин — Давыдов, А. Макаров — В. Блинов, О. Зайцев — Ромишевский; Никитин — В. Якушев — Александров, Зимин — Старшинов (2) — Б. Майоров, Мишаков (2) — Ионов — Моисеев (1).                                                          |                                                          |                                        |
| №216 19.12.67. | Миннеаполис — Сент-Пол. СССР — США — 3:2 (1:1, 1:0, 1:1) | Товарищеский матч                      |
| СССР: Коноваленко; Рагулин — Давыдов, А. Макаров (1) — В. Блинов, О. Зайцев — Ромишевский; Никитин — В. Якушев (1) — Александров, Викулов — Полупанов — Фирсов (1), Мишаков — Ионов — Моисеев.                                                            |                                                          |                                        |
| №217 26.12.67. | Колорадо-Спрингс. СССР — Италия — 28:2 (18:0, 9:1, 6:1)  | Мемориал Брауна                        |
| СССР: Зингер; Рагулин — Давыдов, А. Макаров — В. Блинов (1), О. Зайцев — Ромишевский (1); Зимин (2) — Старшинов (4) — Б. Майоров (4), Викулов (3) — Полупанов (3) — Фирсов (4), Мишаков (2) — Ионов (1) — Моисеев (2), А. Якушев (1), Никитин, В. Якушев. |                                                          |                                        |
| №218 27.12.67. | Колорадо-Спрингс. СССР — Финляндия — 3:1 (0:0, 2:1, 1:0) | Мемориал Брауна                        |
| СССР: Коноваленко; Рагулин — Давыдов, А. Макаров — В. Блинов, О. Зайцев — Ромишевский (1); Зимин — Старшинов (1) — Б. Майоров, Александров — Никитин — А. Якушев (1), Мишаков — Ионов — Моисеев, Полупанов.                                               |                                                          |                                        |
| №219 31.12.67. | Колорадо-Спрингс. СССР — США — 11:3 (6:0, 3:1, 2:2)      | Мемориал Брауна                        |
| СССР: Коноваленко; Рагулин — Давыдов, А. Макаров — В. Блинов (1), О. Зайцев (2) — Ромишевский; Викулов — Полупанов — Фирсов (2), Зимин (1) — Старшинов (1) — Б. Майоров (1), Александров — В. Якушев (1) — А. Якушев (2).                                 |                                                          |                                        |

## 1968
| №220 02.01.68. | Виннипег. СССР — Швеция — 3:0 (1:0, 1:0, 1:0)   | Турнир Столетия                     |
| СССР: Зингер; Рагулин — Давыдов, О. Зайцев — Ромишевский, В. Блинов (1) — Никитин; Викулов — Полупанов — Фирсов, Александров (1) — Старшинов (1) — Б. Майоров, Мишаков — Ионов — Моисеев.                                     |                                                 |                                     |
| №221 03.01.68. | Виннипег. СССР — Канада — 5:1 (1:1, 1:0, 3:0)   | Турнир Столетия                     |
| СССР: Коноваленко; Рагулин (1) — Давыдов, Зайцев — Ромишевский (1), В. Блинов — Никитин; Александров — Старшинов — Б. Майоров, Мишаков (1) — Ионов — Моисеев, А. Якушев -.В. Якушев (1) — Фирсов (1).                         |                                                 |                                     |
| №222 05.01.68. | Виннипег. СССР — Швеция — 4:6 (0:2, 2:2, 2:2)   | Турнир Столетия                     |
| СССР: Зингер (Коноваленко, 24); В. Блинов — Рагулин, Ромишевский — Давыдов, Никитин, О. Зайцев; Викулов (1) — Полупанов (2) — Фирсов, Мишаков — Ионов — Моисеев, А. Якушев — В. Якушев — Александров (1).                     |                                                 |                                     |
| №223 06.01.68. | Виннипег. СССР — Канада — 4:2 (1:0, 1:0, 2:2)   | Турнир Столетия                     |
| СССР: Коноваленко; Давыдов — О. Зайцев, В. Блинов (2) — Рагулин, Ромишевский — Никитин; Зимин (1) — Старшинов (1) — Б. Майоров, А. Якушев — Полупанов — Фирсов, Мишаков — В. Якушев — Моисеев, Александров.                   |                                                 |                                     |
| №09.01.68. | Оттава. СССР — Канада — 2:8 (1:3, 0:3, 1:2)     | Товарищеский матч                   |
| СССР: Зингер (Коноваленко); А. Макаров — Блинов, Рагулин — Никитин, Ромишевский — О. Зайцев; Зимин — Старшинов (1) — Б.Майоров, Александров — В. Якушев — Фирсов, Мишаков (1) — Ионов — Моисеев, Полупанов.                   |                                                 |                                     |
| №224 23.01.68. | Стокгольм. СССР — Швеция — 5:3 (0:0, 3:1, 2:2)  | Товарищеский матч                   |
| СССР: Зингер; Кузькин — Давыдов, Рагулин — В. Блинов, О. Зайцев (1) — Ромишевский; Зимин (1) — Старшинов — Б. Майоров (1), Никитин — В. Якушев — Александров, Мишаков — Ионов (2) — Моисеев, Фирсов.                          |                                                 |                                     |
| №225 24.01.68. | Стокгольм. СССР — Швеция — 2:0 (2:0, 0:0, 0:0)  | Товарищеский матч                   |
| СССР: Коноваленко; Кузькин — Давыдов, Рагулин — В. Блинов, О. Зайцев — Ромишевский; Викулов — Полупанов — Фирсов (2), Никитин — В. Якушев — Александров, Мишаков — Ионов — Моисеев.                                           |                                                 |                                     |
| №226 06.02.68. | Гренобль. СССР — Финляндия — 8:0 (3:0,2:0, 3:0) | Олимпийские игры 1968               |
| СССР: Коноваленко; Кузькин — Давыдов, Рагулин — В. Блинов. О. Зайцев — Ромишевский; Зимин (2) — Старшинов (2) — Б. Майоров, Викулов — Полупанов (1) — Фирсов (1), Мишаков (2) — Ионов — Моисеев.                              |                                                 |                                     |
| №227 07.02.68. | Гренобль. СССР — ГДР — 9:0 (4:0, 2:0, 3:0)      | Олимпийские игры 1968               |
| СССР: Зингер, Кузькин — Давыдов, Рагулин — В. Блинов, О. Зайцев (1) — Ромишевский; Зимин — Старшинов (1) — Б. Майоров, Викулов (2) — Полупанов — Фирсов (3), Мишаков (1) — Александров (1) — Моисеев.                         |                                                 |                                     |
| №228 09.02.68. | Гренобль. СССР — США — 10:2 (6:0, 4:2, 0:0)     | Олимпийские игры 1968               |
| СССР: Коноваленко; Кузькин (1) — Давыдов, Рагулин — В. Блинов (2), О. Зайцев — Ромишевский; Александров — Старшинов (1) — Б. Майоров, Викулов — Полупанов (2) — Фирсов (3), Мишаков — Ионов — Моисеев (1).                    |                                                 |                                     |
| №229 11.02.68. | Гренобль. СССР — ФРГ — 9:1 (4:1, 4:0, 1:0)      | Олимпийские игры 1968               |
| СССР: Зингер; Кузькин — Давыдов, Рагулин — В. Блинов, О. Зайцев — Ромишевский; Александров (2) — Старшинов (1) — Б. Майоров (1), Викулов — Полупанов (2) — Фирсов (1), Мишаков — Ионов (1) — Моисеев (1).                     |                                                 |                                     |
| №230 13.02.68. | Гренобль. СССР — Швеция — 3:2 (1:1, 0:0, 2:1)   | Олимпийские игры 1968               |
| СССР: Коноваленко; Кузькин — Давыдов, Рагулин — В. Блинов (1), О. Зайцев — Ромишевский; Александров — Старшинов — Б. Майоров, Викулов — Полупанов — Фирсов (2), Мишаков — Ионов — Моисеев.                                    |                                                 |                                     |
| №231 15.02.68. | Гренобль. СССР — ЧССР — 4:5 (1:3, 1:1, 2:1)     | Олимпийские игры 1968               |
| СССР: Коноваленко; Кузькин — Давыдов, Рагулин — В. Блинов (1), О. Зайцев — Ромишевский; Зимин — Старшинов — Б. Майоров (2), Викулов — Полупанов (1) — Фирсов, Мишаков — Ионов — Моисеев.                                      |                                                 |                                     |
| №232 17.02.68. | Гренобль. СССР — Канада — 5:0 (1:0, 1:0, 3:0)   | Олимпийские игры 1968               |
| СССР: Коноваленко; Кузькин — Давыдов, Рагулин — В. Блинов, О. Зайцев — Ромишевский; Зимин (1) — Старшинов (1) — Б. Майоров; Викулов — Полупанов — Фирсов (2), Мишаков (1) — Ионов — Моисеев.                                  |                                                 |                                     |
| №233 01.12.68. | Москва. СССР — Финляндия — 5:2 (5:1, 0:1, 0:0)  | Международный хоккейный турнир 1968 |
| СССР: Зингер; Рагулин — Лутченко, Мигунько — Паладьев, О. Зайцев — Ромишевский; Мишаков (1) — Ионов (1) — Моисеев, Викулов (1) — Полупанов (1) — Фирсов, Мартынюк — Шадрин — А. Якушев (1), Зимин.                            |                                                 |                                     |
| №234 04.12.68. | Москва. СССР — Канада — 6:0 (2:0, 0:0, 4:0)     | Международный хоккейный турнир 1968 |
| СССР: Коноваленко; Кузькин — Давыдов, Рагулин — Лутченко, О. Зайцев — Ромишевский; Зимин — Старшинов — Б. Майоров (2), Викулов (1) — Полупанов — Фирсов (2), Мишаков (1) — Ионов — Моисеев, А. Якушев.                        |                                                 |                                     |
| 06.12.68. | Москва. СССР — Канада — 8:1 (3:0, 3:1, 2:0)     | Товарищеский матч                   |
| СССР: Толстиков (В. Пучков, 31); Мигунько — Паладьев, Сапелкин (1) — Ляпкин (1), Никитин — Вал. Марков; Мартынюк — Шадрин — А. Якушев (2), Михайлов — Петров (2) — Харламов, Мотовилов (1) — Мальцев (1) — Вл. Марков.        |                                                 |                                     |
| 07.12.68. | Москва. СССР — Канада — 4:0 (4:0, 0:0, 0:0)     | Товарищеский матч                   |
| СССР: Зингер (В. Пучков, 31); О. Зайцев — Лутченко, Мигунько — Паладьев, Сапелкин — Ляпкин, Шаталов — Вал. Марков; Михайлов — Петров — Харламов, Мартынюк — Шадрин (1) — А. Якушев (2), Мотовилов (1) — Мальцев — Вл. Марков. |                                                 |                                     |

## 1969
| №235 19.01.69. | Торонто. СССР — Канада — 4:2 (0:1, 1:0, 3:1)        | Товарищеский матч                      |
| СССР: Зингер; Рагулин — Лутченко, Кузькин — Давыдов, Паладьев — Ромишевский; А. Якушев — Старшинов (1) — Б. Майоров, Мишаков — Ионов — Моисеев, Михайлов — Петров (1) — Харламов (1), Мальцев, Мотовилов (1).                                        |                                                     |                                        |
| №236 21.01.69. | Ванкувер. СССР — Канада — 7:0 (3:0,1:0, 3:0)        | Товарищеский матч                      |
| СССР: Коноваленко; Рагулин — Лутченко, Кузькин — Давыдов, Паладьев (1) — Ромишевский; Михайлов (1) — Петров — Харламов (3), Мишаков (2) — Старшинов — Моисеев, Викулов — Мотовилов — Мальцев.                                                        |                                                     |                                        |
| №237 22.01.69. | Виктория. СССР — Канада — 8:3 (4:2, 1:1, 3:0)       | Товарищеский матч                      |
| СССР: Зингер; Рагулин (1) — Лутченко, Кузькин — Давыдов, Паладьев — Ромишевский; Михайлов (1) — Петров (2) — Харламов, А. Якушев — Старшинов (1) — Б. Майоров (1), Викулов (2) — Мотовилов — Мальцев, Мишаков.                                       |                                                     |                                        |
| №238 24.01.69. | Оттава. СССР — Канада — 10:2 (4:0, 6:1, 0:1)        | Товарищеский матч                      |
| СССР: Коноваленко (Зингер, 48); Рагулин — Лутченко, Кузькин — Давыдов, Паладьев — Ромишевский; Викулов — Мальцев (1) — Фирсов (6), А. Якушев (1) — Старшинов — Б. Майоров, Мишаков (1) — Ионов — Моисеев, Мотовилов (1).                             |                                                     |                                        |
| №239 26.01.69. | Виннипег. СССР — Канада — 4:2 (1:1, 2:1, 1:0)       | Товарищеский матч                      |
| СССР: Зингер; Рагулин — Лутченко, Кузькин — Давыдов, Паладьев — Ромишевский; Викулов — Мальцев (2) — Фирсов (1), Михайлов — Петров — Харламов, Мишаков (1) — Ионов — А. Якушев, Мотовилов.                                                           |                                                     |                                        |
| №240 28.01.69. | Виннипег. СССР — Канада — 3:2 (1:0, 1:1, 1:1)       | Товарищеский матч                      |
| СССР: Коноваленко; Рагулин — Лутченко, Кузькин — Давыдов, Паладьев — Ромишевский; Викулов — Мальцев (1) — Фирсов, А. Якушев — Старшинов — Б. Майоров, Михайлов — Петров (1) — Харламов (1), Мотовилов, Мишаков.                                      |                                                     |                                        |
| №241 30.01.69. | Оттава. СССР — Канада — 10:4 (1:3, 7:1, 2:0)        | Товарищеский матч                      |
| СССР: Зингер (Коноваленко, 41); Рагулин (1) — Лутченко, Кузькин — Давыдов, Паладьев — Ромишевский; А. Якушев — Старшинов — Б. Майоров (1), Михайлов (2) — Петров (1) — Харламов (2), Мишаков — Мотовилов — Моисеев (2), Викулов (1).                 |                                                     |                                        |
| №242 31.01.69. | Лондон. Канада. СССР — Канада — 6:5 (1:2, 4:1, 1:2) | Товарищеский матч                      |
| СССР: Коноваленко; Рагулин — Лутченко (1), Кузькин — Давыдов, Паладьев — Ромишевский; Викулов — Мальцев (2) — Фирсов, А. Якушев — Старшинов — Б. Майоров, Мишаков (2) — Петров (1) — Моисеев, Харламов.                                              |                                                     |                                        |
| №243 02.02.69. | Квебек-Сити. СССР — Канада — 7:4 (2:2, 4:1, 1:1)    | Товарищеский матч                      |
| СССР: Зингер; Рагулин — Лутченко, Кузькин — Давыдов (1), Паладьев — Ромишевский; Викулов (1) — Мальцев (2) — Фирсов (1), Михайлов (1) — Петров — Харламов (1), Мишаков — Старшинов — Моисеев.                                                        |                                                     |                                        |
| №244 07.03.69. | Тампере. СССР — Финляндия — 7:1 (2:0, 1:1, 4:0)     | Товарищеский матч                      |
| СССР: Зингер; Рагулин — Лутченко (1), Кузькин — Давыдов, Паладьев — Ромишевский; А. Якушев — Старшинов — Б. Майоров (1), Мишаков — Юрзинов (1) — Репс (1), Михайлов — Петров (2) — Харламов(1).                                                      |                                                     |                                        |
| №245 08.03.69. | Хельсинки. СССР — Финляндия — 2:2 (2:0, 0:2, 0:0)   | Товарищеский матч                      |
| СССР: Зингер; Кузькин — Давыдов, Рагулин — Лутченко, Паладьев — Ромишевский; А. Якушев — Старшинов — Б.Майоров, Мишаков — Юрзинов — Репс, Викулов (1) — Мальцев (1) — Фирсов.                                                                        |                                                     |                                        |
| №246 15.03.69. | Стокгольм. СССР — США — 17:2 (3:0, 11:0, 3:2)       | Чемпионат мира по хоккею с шайбой 1969 |
| СССР: Зингер (В. Пучков, 41); Рагулин — Лутченко, Паладьев (1) — Ромишевский, Кузькин; Зимин — Старшинов (4) — А. Якушев, Мишаков (1) — Юрзинов (2) — Фирсов (4), Михайлов (3) — Петров (1) — Харламов, Мальцев (1).                                 |                                                     |                                        |
| №247 16.03.69. | Стокгольм. СССР — Швеция — 4:2 (1:2, 1:0, 2:0)      | Чемпионат мира по хоккею с шайбой 1969 |
| СССР: Зингер; Кузькин — Давыдов, Рагулин — Лутченко, Паладьев — Ромишевский; Михайлов (1) — Петров — Харламов (1), Зимин — Старшинов (1) — А. Якушев, Викулов — Мальцев (1) — Фирсов,                                                                |                                                     |                                        |
| №248 18.03.69. | Стокгольм. СССР — Канада — 7:1 (5:1, 2:0, 0:0)      | Чемпионат мира по хоккею с шайбой 1969 |
| СССР: Зингер (В. Пучков, 41); Кузькин — Давыдов, Рагулин — Лутченко, Паладьев — Ромишевский; Зимин — Старшинов — А. Якушев (1), Викулов (2) — Мальцев — Фирсов (2), Мишаков — Петров — Харламов (2).                                                 |                                                     |                                        |
| №249 19.03.69. | Стокгольм. СССР — Финляндия — 6:1 (3:0, 1:0, 2:1)   | Чемпионат мира по хоккею с шайбой 1969 |
| СССР: Зингер; Давыдов — Ромишевский, Рагулин — Лутченко, Паладьев (1); Зимин — Старшинов — А. Якушев, Викулов — Мальцев (1) — Фирсов (1), Михайлов — Петров (2) — Харламов (1), Мишаков.                                                             |                                                     |                                        |
| №250 21.03.69. | Стокгольм. СССР — ЧССР — 0:2 (0:0, 0:1, 0:1)        | Чемпионат мира по хоккею с шайбой 1969 |
| СССР: Зингер; Давыдов — Ромишевский, Рагулин — Лутченко, Паладьев; Зимин — Старшинов — А. Якушев, Викулов — Мальцев — Фирсов, Михайлов — Петров — Харламов, Мишаков.                                                                                 |                                                     |                                        |
| №251 23.03.69. | Стокгольм. СССР — США — 8:4 (3:1, 2:1, 3:2)         | Чемпионат мира по хоккею с шайбой 1969 |
| СССР: Зингер; Рагулин — Лутченко, Паладьев (1) — Ромишевский, Давыдов; Зимин — Старшинов — Мишаков (2), Викулов — Мальцев — Фирсов (1), Михайлов (1) — Петров (1) — Харламов (1), Юрзинов (1).                                                       |                                                     |                                        |
| №252 24.03.69. | Стокгольм. СССР — Швеция — 3:2 (1:1, 1:1, 1:0)      | Чемпионат мира по хоккею с шайбой 1969 |
| СССР: Зингер; Рагулин — Давыдов, Паладьев — Ромишевский, Лутченко; Зимин — Старшинов — Мишаков, Михайлов (2) — Петров (1) — Харламов, Викулов — Мальцев — Фирсов.                                                                                    |                                                     |                                        |
| №253 26.03.69. | Стокгольм. СССР — Финляндия — 7:3 (1:0, 4:1, 2:2)   | Чемпионат мира по хоккею с шайбой 1969 |
| СССР: Зингер (В. Пучков, 41); Давыдов — Ромишевский, Рагулин — Лутченко, Паладьев (1); Зимин (1) — Старшинов (1) — Мишаков (1), Викулов — Мальцев (1) — Фирсов (1), Михайлов — Петров (1) — Харламов, А. Якушев.                                     |                                                     |                                        |
| №254 28.03.69. | Стокгольм. СССР — ЧССР — 3:4 (0:2, 2:0, 1:2)        | Чемпионат мира по хоккею с шайбой 1969 |
| СССР: Зингер; Рагулин (1) — Давыдов, Паладьев — Ромишевский, Лутченко; Зимин — Старшинов — Мишаков, Викулов — Мальцев — Фирсов (1), Михайлов — Петров — Харламов (1).                                                                                |                                                     |                                        |
| №255 30.03.69. | Стокгольм. СССР — Канада — 4:2 (1:1, 1:0, 2:1)      | Чемпионат мира по хоккею с шайбой 1969 |
| СССР: Зингер; Рагулин — Давыдов, Паладьев — Ромишевский (1); Зимин — Старшинов — Мишаков, Викулов — Мальцев (1) — Фирсов, Михайлов (2) — Петров — Харламов.                                                                                          |                                                     |                                        |
| 26.11.69. | Турку. СССР — Финляндия — 3:2 (1:0, 1:1, 1:1)       | Товарищеский матч                      |
| СССР: В. Пучков (Шеповалов, 50); Васильев — Алексеенко, Ляпкин (1) — Сапелкин, Егоров — Чурашов, Мошкаров; Самочернов — Юрзинов (1) — Репс, Мишин — Федотов — Сорокин, П. Андреев — С. Солодухин (1) — Григорьев, Ю. Блинов, В. Солодухин.           |                                                     |                                        |
| 27.11.69. | Хельсинки. СССР — Финляндия — 6:3 (0:1, 3:0, 3:2)   | Товарищеский матч                      |
| СССР: В. Пучков (Шеповалов, 41); Васильев — Алексеенко, Ляпкин — Сапелкин, Егоров — Чурашов, Мошкаров; Самочернов (1) — Юрзинов (1) — Репс (2), Мишин — Федотов, Сорокин, П. Андреев (1) — С. Солодухин (1) — Григорьев, Ю. Блинов, В. Солодухин.    |                                                     |                                        |
| №256 01.12.69. | Москва. СССР — ГДР — 4:3 (1:1, 2:1, 1:1)            | Приз «Известий» 1969                   |
| СССР: Шеповалов; Паладьев (1) — Ляпкин, Гусев — Лутченко, Чурашов — Мошкаров; Зимин — Старшинов — Мальцев, Мартынюк (2) — Шадрин — А. Якушев, Андреев — С. Солодухин — Григорьев (1).                                                                |                                                     |                                        |
| №257 03.12.69. | Москва. СССР — Финляндия — 5:1 (3:0, 2:1, 0:0)      | Приз «Известий» 1969                   |
| СССР: Третьяк; Рагулин (1) — Ляпкин, Кузькин — Давыдов (1), Чурашов — Ромишевский, Гусев, Мошкаров; Викулов (1) — Полупанов — Фирсов, Михайлов — Петров (1) — Харламов (1), Андреев — С. Солодухин — Григорьев.                                      |                                                     |                                        |
| №258 04.12.69. | Москва. СССР — Канада — 2:2 (1:1, 1:0, 0:1)         | Приз «Известий» 1969                   |
| СССР: Шеповалов (Третьяк, 31); Рагулин — Ляпкин, Кузькин — Давыдов, Паладьев — Ромишевский; Викулов — Полупанов — Фирсов, Михайлов — Петров — Харламов, Мартынюк (1) — Шадрин — А. Якушев (1), Зимин — Старшинов — Мальцев.                          |                                                     |                                        |
| №259 06.12.69. | Москва. СССР — ЧССР — 8:2 (1:1, 3:1, 4:0)           | Приз «Известий» 1969                   |
| СССР: Шеповалов (Третьяк, 51); Рагулин — Ляпкин (1), Кузькин — Давыдов, Паладьев — Ромишевский; Викулов — Полупанов (1) — Фирсов, Михайлов (1) — Петров (2) — Харламов (1), Зимин — Старшинов (1) — Мальцев (1), Андреев — С. Солодухин — Григорьев. |                                                     |                                        |
| №260 08.12.69. | Москва. СССР — Швеция — 6:2 (1:0, 4:1, 1:1)         | Приз «Известий» 1969                   |
| СССР; Третьяк; Рагулин — Гусев (1), Кузькин (1) — Давыдов, Паладьев — Ромишевский; Викулов — Полупанов — Фирсов, Михайлов (3) — Петров — Харламов, Зимин — Старшинов — Мальцев (1), Мартынюк — Шадрин — А. Якушев.                                   |                                                     |                                        |
| №261 17.12.69. | Виннипег. СССР — Канада — 5:3 (2:0, 1:2, 2:1)       | Товарищеский матч                      |
| СССР: Третьяк; Рагулин — Гусев, Ляпкин — Давыдов, Паладьев — Ромишевский; Михайлов — Петров (2) — Харламов (1), Андреев — С. Солодухин — Григорьев, Зимин — Старшинов — Мальцев (2).                                                                 |                                                     |                                        |
| №262 18.12.69. | Виннипег. СССР — Канада — 3:4 (1:1, 2:2, 0:1)       | Товарищеский матч                      |
| СССР: Шеповалов; Рагулин — Гусев, Кузькин — Давыдов, Паладьев — Ляпкин (1); Викулов — Полупанов — Фирсов (1), Зимин — Шадрин — Мальцев (1), Андреев — С. Солодухин — Григорьев, Старшинов, Харламов.                                                 |                                                     |                                        |
| №263 20.12.69. | Ванкувер. СССР — Канада — 9:3 (4:1, 3:2, 2:0)       | Товарищеский матч                      |
| СССР: Третьяк; Рагулин — Гусев, Кузькин — Давыдов, Паладьев — Ляпкин; Михайлов — Петров (2) — Харламов (1), Викулов — Полупанов (1) — Фирсов, Андреев (2) — С. Солодухин (1) — Григорьев (1), Шадрин (1), Мальцев.                                   |                                                     |                                        |
| №264 21.12.69. | Виктория. СССР — Канада — 1:5 (0:2, 0:1, 1:2)       | Товарищеский матч                      |
| СССР: Третьяк; Рагулин — Гусев, Кузькин — Давыдов, Паладьев — Ляпкин; Михайлов — Петров — Харламов, Зимин — Старшинов (1) — Мальцев, Андреев — С. Солодухин — Григорьев.                                                                             |                                                     |                                        |
| №265 26.12.69. | Торонто. СССР — Канада — 2:3 (2:2, 0:1, 0:0)        | Товарищеский матч                      |
| СССР: Третьяк; Рагулин — Гусев, Кузькин — Давыдов, Паладьев — Ляпкин, Ромишевский; Викулов — Полупанов — Фирсов, Андреев — С. Солодухин — Григорьев, Михайлов — Петров (1) — Харламов (1), Шадрин, Мальцев.                                          |                                                     |                                        |

| Матчи сборной СССР за предыдущие годы (1960—1964) | Матчи сборной СССР по хоккею в (1965—1969) | Матчи сборной СССР за последующие годы (1970—1974) |